# Silk Hosiery
Silk Hosiery er en amerikansk stumfilm fra 1920 af Fred Niblo.

## Medvirkende
- Enid Bennett - Marjorie Bowen
- Geoffrey Webb - Sir Derwain Leeds
- Marie Pavis - Yvette Fernau
- Donald MacDonald - Cadwallader Smith
- Derek Ghent - Prince Ferdinandi
- Otto Hoffman - Van Twiller
- Joan Standing - Sophia Black
- Verne Winter - Billy Black
- Harold Holland - Jim Shanahan
- Bonnie Hill - Mollie Milligan
- Sylvia Brooks - Mrs. De Windt
- Rose Dione - Mme. Louise